# NGC 4565A
NGC 4565A (NGC 4562) je prečkasta spiralna galaktika u zviježđu Berenikinoj kosi. Naknadno je utvrđeno da je NGC 4562 ista galaktika.

## Vanjske poveznice
- (engl.) SEDS: NGC 4565
- (engl.) Revidirani Novi opći katalog
- (engl.) Izvangalaktička baza podataka NASA-e i IPAC-a
- (engl.) Astronomska baza podataka SIMBAD
- (engl.) VizieR